# حارة غول زلعاط (أزال)
حارة غول زلعاط هي إحدى حارات حي ظهر حمير بمديرية أزال إحد مديريات العاصمة اليمنية صنعاء، بلغ تعداد سكانها 2994 نسمة حسب تعداد اليمن لعام 2004.